# Bate (demo)
Bate (in greco antico: Βατή?, Baté) era un demo dell'Attica; non si sa con certezza dove fosse collocato, ma si ipotizza che si trovasse presso la moderna Ambelokipi, a nord-est dell'Acropoli di Atene.
Il demo ospitava una parte consistente della famiglia degli Eteobutadi, clan religioso che discendeva dall'eroe Bute e nominava i sacerdoti di Poseidone Eretteo e la sacerdotessa di Atena Polias: era proprio la parte che viveva a Bate che designava quest'ultima.